# 王學 (嘉靖進士)
王學（1514年—？），字師古，廣西桂林府陽朔縣人，民籍，明朝政治人物。

## 生平
廣西鄉試第三十九名舉人。嘉靖二十三年（1544年）中式甲辰科會試第三百二十名，登第三甲第六十九名進士。

## 家族
曾祖王素，主簿；祖父王佐；父王珵，通判。母蘇氏；継母蒋氏。具庆下。兄勤學、好學。弟實學、問學、幼學。